# Ceryx lugens
Ceryx lugens är en fjärilsart som beskrevs av Johannes Karl Max Röber 1891. Ceryx lugens ingår i släktet Ceryx och familjen björnspinnare. Inga underarter finns listade i Catalogue of Life.